# Olympische Jugend-Winterspiele 2020/Teilnehmer (Usbekistan)
| Gelbes Symbol für Goldmedaillen mit stilisierten Olympischen Ringen | Graues Symbol für Silbermedaillen mit stilisierten Olympischen Ringen | Braundes Symbol für Bronzemedaillen mit stilisierten Olympischen Ringen |
| ------------------------------------------------------------------- | --------------------------------------------------------------------- | ----------------------------------------------------------------------- |
| —                                                                   | —                                                                     | —                                                                       |

Usbekistan nahm an den Olympischen Jugend-Winterspielen 2020 in Lausanne mit einer Athletin im Ski Alpin teil.

## Teilnehmer nach Sportarten

### Ski Alpin
| Athleten          | Wettbewerbe  | 1. Lauf     | 1. Lauf | 2. Lauf | 2. Lauf | Gesamt | Gesamt |
| Athleten          | Wettbewerbe  | Zeit        | Rang    | Zeit    | Rang    | Zeit   | Rang   |
| ----------------- | ------------ | ----------- | ------- | ------- | ------- | ------ | ------ |
| Mädchen           |              |             |         |         |         |        |        |
| Valeriya Kovaleva | Riesenslalom | DNF         | DNF     | DNF     | DNF     | DNF    | DNF    |
| Valeriya Kovaleva | Slalom       | 1:07,65 min | 43      | DNF     | DNF     | DNF    | DNF    |